# Жиборев, Борис Николаевич
Бори́с Никола́евич Жи́борев (род. 05 августа 1947, г. Котельнич, Кировская область) — советский и российский врач уролог-андролог, доктор медицинских наук, заслуженный врач РФ, профессор кафедры хирургических болезней с курсом урологии Рязанского государственного медицинского университета им. академика И. П. Павлова, член Правления Российского общества урологов (РОУ), Председатель Правления Рязанского отделения РОУ, член Правления профессиональной ассоциации андрологов России, член Российского общества онкоурологов, действительный член Европейской ассоциации урологов, член редколлегии журнала «Андрология и генитальная хирургия». Клиницист, врач-исследователь, организатор здравоохранения, преподаватель.

## Биография
Жиборев Б. Н. родился в Котельниче Кировской области. В 1971 году с отличием окончил лечебный факультет Рязанского медицинского института и продолжил учёбу в аспирантуре по специальности «хирургия». По поручению ректората в 1975 году в Рязанском медицинском институте Жиборевым Б. Н. был создан научно-исследовательский отдел, которым он руководил более 7 лет, координируя научную деятельность, выполняемую ВУЗом на договорных началах.
В 1976 году Жиборев Б. Н. успешно защитил кандидатскую диссертацию на тему «Хирургическая анатомия коронарных сосудов сердца».
После специализации в Киевском НИИ урологии в 1979 году Жиборев Б. Н. прошёл конкурсный отбор на должность ассистента курса урологии Рязанского медицинского института. В 1980-е годы при его участии в клинической больнице № 11 города Рязани была создана экстренная урологическая служба и первое отделение гемодиализа, успешно работающее и сегодня. Жиборев Б. Н. внедрил в клиническую практику хирургические вмешательства под защитой гемодиализа при раке почки, поликистозе, уролитиазе. Ординарными стали расширенные доступы при радикальной нефрэктомии, пластические операции на верхних мочевых путях, уретре, органах половой системы.
Впервые в Рязани им был организован приём андрологических больных, а в последующем по его инициативе организован городской Центр планирования семьи — отделение «Брак и семья».
После издания в 1993 году монографии по диагностике мужского бесплодия вопросы репродуктивного здоровья у хирургических больных стали областью его интереса в докторской диссертации. В 2002 году Жиборев Б. Н. возглавил областной уронефрологический центр. Вместе с сотрудниками им была создана модель функционального клинического блока «урология — нефрология — гемодиализ», объединённого общностью лечебнодиагностического процесса. Центр выполняет в регионе лечебную, методическую, организационную работу, являясь клинической базой ФГБОУ ВО РязГМУ Минздрава России.
В 2008 году Жиборев Б. Н. защитил докторскую диссертацию по теме «Хирургические заболевания половой системы мужчин и нарушения фертильности».
В настоящее время Жиборев Б. Н. — профессор кафедры хирургических болезней с курсом урологии Рязанского государственного медицинского университета им. академика И. П. Павлова.
Жиборев Б. Н. — автор более 330 научных работ, 14 изобретений, четырёх монографий и трех пособий для врачей, рекомендованных учебно-методическим объединением по медицинскому и фармацевтическому образованию вузов России. Результаты научных исследований Жиборева Б. Н. вошли в отраслевую научно-исследовательскую программу Министерства здравоохранения РФ «Разработка новых методов лечения урологических заболеваний (Москва, 2005)».
Известные медицинские аппараты для лечения уретропростатита, разработанные при участии Жиборева Б. Н., применяются в лечебных учреждениях России и за рубежом. Жиборевым Б. Н. выполнен грант Губернатора Рязанской области и разработаны «Стандарты обследования подростков и мужчин с хирургическими заболеваниями половой системы». Под руководством профессора Жиборева Б. Н. защищены 2 кандидатские диссертации и более 70 клинических ординаторов стали специалистами — урологами.
Женат. Сыновья — Максим (1971 г.р.), Алексей (1976 г.р.) — врач уролог-андролог, кандидат медицинских наук.

## Награды
- Нагрудный знак «Отличник здравоохранения»[13].
- Заслуженный врач РФ (2012)[14][15].
- Почётная грамота Рязанской областной Думы (2014)[16].
- Лауреат премии по науке и технике имени акад. В. Ф. Уткина (2017) за разработку и внедрение в клиническую практику новых медицинских приборов[17][18].

## Научные труды
- Причины и признаки мужского бесплодия / Горюнов В. Г., Жиборев Б. Н., Евдокимов В. В. // Учебно-методическое пособие для практических врачей. — Рязань. — 1993. — 82 с.
- Жиборев Б. Н., Григорьев В. М. Структура личностных особенностей больных хроническим простатитом. // Ж. Андрология, репродуктология и сексуальные расстройства", («ARS»), т. 2, 1993, № 3.
- Жиборев Б. Н., Кириллов Ю. Б. Клиническое значение синдрома Фиески при спленомегалии. // Российский медико-биологический вестник им. акад. И. П. Павлова. — 2000. — № 1—2. — С. 165—171.
- Жиборев Б. Н. Лечебная тактика при варикоцеле. //Андрология и генитальная хирургия. — 2000 — № 1. — С. 38—39.
- Жиборев Б. Н., Ракчеев Б. Ю., Салынов А. В. и др. Лечение хронического неспецифического уретрита и простатита новыми аппаратами локального теплового воздействия // Ж. «Урология», 2000, № 3, 37—41.
- Жиборев Б. Н. Результаты применения устройства АЛП — 01 «ПРА» в лечении больных доброкачественной гиперплазией простаты I—II стадий, осложненной хроническим неспецифическим простатитом. / Б. Н. Жиборев, А. В. Салынов, Б. Ю. Ракчеев, А. Б. Жиборев // Андрология и генитальная хирургия. — 2001 — № 4. — С. 56—60.
- Жиборев Б. Н. Врожденные пороки и малые аномалии развития как прогностический фактор фертильности у больных варикоцеле. // Андрология и генитальная хирургия. — 2002 — № 3. — С. 47—48.
- Патогенез кризовой артериальной гипертензии после дистанционной литотрипсии в почке / Б. Н. Жиборев, В. Г. Аристархов, А. В. Салынов // Российский медико — биологический вестник им. акад. И. П. Павлова. — 2005 — № 3—4. — С. 151—155.
- Жиборев Б. Н. Паховая грыжа как фактор мужского бесплодия // Глава 7 в кн.: «Наружные грыжи передней брюшной стенки в плановой хирургии у взрослых», под ред. проф. Ю. Б. Кириллова, Рязань, 2003, С. 95—110.
- Жиборев Б. Н., Салынов А. В., Оськина Л. Д., Страхов Е. В., Глуховец И. Б. Биопсия почек в диагностике нефропатий / под ред. Б. Н. Жиборева // Методические рекомендации для клинических ординаторов и врачей. — Рязань. — Изд-во РГМУ. — 2005. — 25 с.
- Жиборев Б. Н., Ховрачев М. С. Показания и подготовка к хирургическому лечению пациентов с варикоцеле / Под ред. Б. Н. Жиборева // Методические рекомендации для клинических ординаторов и врачей. — Рязань. — Изд-во РГМУ. — 2005. — 20 с.
- Значение и особенности ультразвукового исследования кист придатка яичка. / Б. Н. Жиборев, В. Г. Аристархов, С. В. Стратиенко // Российский медико — биологический вестник им. акад. И. П. Павлова. — 2006. — № 1. — С. 84—87.
- Симптомы нижних мочевых путей и хронический простатит у больных доброкачественной гиперплазией простаты /Б. Н. Жиборев, А. Г. Мартов, В. Г. Аристархов, А. Б. Жиборев // Российский медико — биологический вестник им. акад. И. П. Павлова, 2006. — № 2. — С. 35—40.
- Влияние паховой грыжи на морфологическое состояние яичка. Учебное пособие /Кириллов Ю. Б., Аристархов В. Г., Жиборев Б. Н. и др. // Рязань. — «Русское слово». − 2006. — 96 с.
- Вопросы клинической урологии: межрегион. Сб. научн. тр., посвящ. 100-летию организации урологического общества в России / ГОУ ВПО «Рязгос мед. ун-т им. акад. И. П. Павлова» [и др.] — Под ред. Б. Н. Жиборева. — Рязань: Изд-во Ряз. обл. тип., 2007. — 272 с.
- Жиборев Б. Н. Варикоцеле и мужское бесплодие в аспекте полигенной природы гипогонадизма и проявлений синдрома дисплазии соединительной ткани. // Российский медико- биологический вестник им. акад. И. П. Павлова. — 2007. — № 4. — С. 72—78.
- Жиборев Б. Н. Значение массовых хирургических заболеваний органов половой системы в патогенезе нарушений репродуктивного здоровья мужчины (обзор литературы). // Урология. — 2008. — № 6. — С. 62—67.
- Жиборев Б. Н. Варикоцеле, мужской гипогонадизм и репродуктивный прогноз. // Российский медико- биологический вестник им. акад. И. П. Павлова. — 2008. — № 2. — С. 7—10.
- Жиборев Б. Н. Врожденная паховая грыжа и бесплодие в аспекте полигенной природы тестикулярной недостаточности. // Российский медико- биологический вестник им. акад. И. П. Павлова. — 2008. — № 3. — С. 113—116.
- Жиборев Б. Н. Школа мочекаменной болезни — возможности метафилактики рецидивного уролитиаза в амбулаторных условиях. / Б. Н. Жиборев, А. В. Быков, А. В. Салынов // Вестник Российской военно-медицинской академии. — 2009. — № 1(25). — С. 674—675.
- Жиборев Б. Н. Современные органосохраняющие методы оперативного лечения при первичном гидронефрозе / Б. Н. Жиборев, Д. В. Лобанов, В. А. Ярцев // Вестник Российской военно-медицинской академии. — 2009. — № 1(25). — С. 880—881.
- Жиборев Б. Н., Вижгородский В. Б., Собенников И. С. Диагностика рака предстательной железы. / Под ред. Б. Н. Жиборева // Методические рекомендации для урологов и слушателей ФДПО. — Рязань. — Изд-во РязГМУ. — 2011. — 30 с.
- Жиборев Б. Н. Жиборев А. Б., Ракчеев Б. Ю. Клинико-патофизиологические аспекты применения устройства локальной физиотерапии «МАВИТ» в комплексном лечении больных хроническим простатитом и симптоматической аденомой предстательной железы. // Урология. — 2011. — № 6. — С. 36—42.
- Жиборев Б. Н. Гипогонадизм и мужское бесплодие у больных косой паховой грыжей после перенесенной герниопластики. / Б. Н. Жиборев, И. С. Собенников, С. Я. Котанс, А. П. Мотин, Л. М. Гостев // Андрология и генитальная хирургия. — 2012 — № 4. — С. 62—65.
- Актуальные вопросы клинической урологии: межрегиональный сборник научных трудов, посвященный 50-летию Рязанского регионального отделения Российского общества урологов/ Рязанский гос. мед. ун-т, М-во здравоохр. Рязанской обл., Уронефрологический центр; под ред. Б. Н. Жиборева. — Рязань: Рязанская областная типография, 2013.
- Простат — специфический антиген в диагностике рака предстательной железы / Б. Н. Жиборев др. // Ж. Онкоурология — Материалы XI конгресса РООУ, 29-30 сентября, М. −2016. — С. 40—41.
- Хирургическое лечение больных немышечно — инвазивным раком мочевого пузыря и гиперплазией простаты / Б. Н. Жиборев др. // Ж. Онкоурология. — Материалы XI конгресса РООУ, 29—30 сентября. М. − 2016. — С. 66—67.
- Жиборев Б. Н. Использование физиотерапевтического устройства в комплексном лечении воспалительных заболеваний предстательной железы. / Б. Н. Жиборев, А. Б. Жиборев, Б. Ю. Ракчеев // Казанский медицинский журнал. — 2017. — Т. 98, № 4. — С. 622—628.
- Жиборев Б. Н. Диагностика и лечение мужского бесплодия у больных распространённой патологией гениталий и паховой области. / Б. Н. Жиборев, И. С. Собенников, С. Я. Котанс // Российский медико-биологический вестник им. акад. И. П. Павлова. — 2017. — Т. 25, № 3. — С. 460—464.
- Zhiborev B.N. Varicocele and male Infertility: Reproductive prognosis of surgical treatment. Int. J. Pregnancy & Child Birth. 2018; 4(2): 102—104.
- Жиборев Б. Н. Мужское бесплодие и хирургические заболевания половой системы / Б. Н. Жиборев. — М.: ГЭОТАР — Медиа, 2018. — 304 с.